# Domenico Machetta
Domenico Machetta (Nole, 26 novembre 1936) è un presbitero, compositore e musicista italiano.

## Biografia
Domenico Machetta è un presbitero della Chiesa cattolica e un noto compositore di musica liturgica.
È divenuto sacerdote nella Congregazione salesiana e, dall'inizio degli anni ottanta, vive a Bairo Canavese presso la Fraternità di Nazareth
, una comunità religiosa da lui fondata negli anni ottanta con la collaborazione di Luisa Salice.

## La produzione artistica
La pluridecennale produzione artistica di Machetta si divide in due grandi cicli:
- Gli anni del rinnovamento liturgico musicale (1969-1976)
- La riscoperta del canto come preghiera biblica (dal 1977 in poi)

### Il primo periodo
Fanno parte del primo periodo molti canti eseguiti nella quasi totalità delle chiese italiane.
Sono stati pubblicati nelle seguenti raccolte:
- Sei con noi uno di noi (1969): sono le prime composizioni giovanili fra cui la celebre Resta con noi[2], che egli scrisse, sembra, ancora sedicenne; è stata utilizzata nella colonna sonora del film Il cosmo sul comò di Aldo, Giovanni e Giacomo[3], ed è stata parodiata da Elio e le Storie Tese in un brano-collage del 1990, Born to Be Abramo, in cui è stata eseguita mixata con Resta cu 'mme di Domenico Modugno[4]
- Prendo le ali (1970): album di canzoni sotto l'influenza della Messa beat, include la ritmata Gloria e pace.
- Grazie, Signore! (1970): disco originale inciso dal Clan Alleluia, con la partecipazione di Marcello Giombini. I canti più conosciuti sono Amatevi fratelli e Salve Madre dell'amore.
- Vi annuncio una grande gioia (1971): è il cambio di registro per una serie di canti sul mistero di Cristo per Assemblea e Schola fino a 4 voci.
- Una voce che ti cerca (1974): è una delle raccolte più diffuse e contiene i canti più noti del repertorio di Machetta come Abbiamo trovato il messia, Apri le tua braccia, Lasciate che i giovani vengano a me e Il chicco di frumento, ancora oggi cantata nelle celebrazioni eucaristiche.
- La lotta di Cristo (1975): include inni che ancora oggi sono cantati nelle liturgie attuali, come la corale andante del Padre Nostro, La serva del Signore, il dolce canto di Un piccolo gesto d'amore, il coro calmo di Noi veglieremo e la ballata country Preghiera della sera
- Mille Alleluia (1976): a breve distanza dal precedente album, con Chi è mia madre, Gioia e I vostri nomi sono scritti nel cielo.[5]

### Il secondo periodo
Nel secondo periodo, Machetta abbandona il repertorio popolare e i ritmi moderni per dedicarsi a musica più contemplativa. Nascono altri standard nella musica liturgica contemporanea:
- Salmi e cantici spirituali (1977): questa raccoltà è fatta di sei dischi per contenere una serie di composizioni come: Cantico delle creature, Eterno sarà il suo amore per noi, Il canto degli umili, Signore tu mi scruti e mi conosci, Chi potrà separarci dall'amore di Cristo e Il cantico della carità.
- Sorge la stella (1989): una raccolta di canti per la lectio divina.
- Grideranno le pietre (1994): canti di meditazione sulla Terra Santa
- Messa con i fanciulli (2004): un disco di composizioni fatte insieme ad Antonio Fant.
- Non cercate un vivo tra i morti (2005): melodie per canto comunitario.
- Il ramo di mandorlo (2006): altri venti canti di ispirazione biblica.
- Nazareth, Verbum Caro Factum Est (2008): il programma di vita di Maria di Nazareth in quindici canti.

## Lectio divina
Fra le iniziative in campo ecclesiale di Don Domenico Machetta si ricordano gli incontri di preghiera con i giovani negli anni ottanta e novanta a Torino e i suoi incontri di lectio divina. Alcune di queste sue riflessioni sono state raccolte nel libro Le luci del sabato (dell'editore ELLEDICI).
Altre tracce delle conversazioni di Machetta sono riportate sul libro Famiglie in cammino di Valter Danna (Effatà Editrice, Cantalupa, Torino 2008).

## Opere
- Le Luci del sabato, Editore Elledici, 2009 ISBN 8801043880, 9788801043884
- Nazareth. Verbum caro factum est. Canti mariani., Editore Elledici, 2009 ISBN 8801041586, 9788801041583
- Ai bordi del silenzio, Editore Elledici, 2009 ISBN 8801042132, 9788801042139
- Grideranno le pietre, Editore Elledici, 2007 ISBN 8801181507, 9788801181500
- Il ramo di mandorlo, Editore Elledici, 2006 ISBN 8801181329, 9788801181326
- Una greppia per Dio, Editore Elledici, 2004 ISBN 8801180926, 9788801180923
- Messa con i fanciulli, Editore Elledici, 2004 ISBN 8801180810, 9788801180817 (con Antonio Fant)
- Sorge la stella, Editore Elledici, 1989 ISBN 8801158629, 9788801158625
- Salmi e cantici spirituali, Editore Elledici, 1977 ISBN 8801156928, 9788801156928